# Eranos (Grèce antique)
Pour les articles homonymes, voir Eranos.
En Grèce antique, un eranos (en grec ancien : ἔρανος) est un type de repas où chacun apporte son écot ; le terme désigne également un prêt sans intérêt contracté auprès d'amis ou de parents.
Le terme « eranos » désigne initialement un repas commun, organisé soit pour une fête religieuse, soit par simple convivialité, où chaque invité apporte sa contribution ou s'engage à rendre l'invitation aux mêmes convives. Le terme apparaît déjà chez Homère : apercevant les prétendants en train de festoyer, Télémaque remarque que « ce ne peut être un simple écot, car ceux qui mangent sous ce toit passent toute insolence ». Hésiode recommande la pratique comme une source d'économies : « Ne montre pas mauvais visage au festin qui réunit de nombreux convives à frais communs : le plaisir est plus grand et la dépense moindre ». Au fil du temps, les « eranoi » débouchent sur de véritables clubs dînatoires, dont les membres s'appellent les éranistes (ἐρανισταί).
À partir du Ve siècle av. J.-C., l’eranos désigne également un prêt contracté auprès d'un groupe de personnes, ses φίλοι, terme généralement traduit par « amis », mais qui inclut également les parents, voire les connaissances. Les emprunteurs peuvent d'ailleurs constituer un eranos-club — il s'avère difficile de différencier entre les cas où l'association préexiste au prêt et ceux où elle est créée ad hoc. L'argent est réuni par l'un des membres du cercle ou par un tiers, qui se charge de le remettre à l'emprunteur, puis d'administrer le prêt. Il porte sur des sommes relativement modestes et vise à aider un proche dans le besoin. Ainsi, un plaignant athénien récuse toute idée de bonnes relations entre son père et l'oligarque Phrynichos en soulignant : « Lorsque Phrynichos eut à payer une amende à l'État, mon père ne lui apporta pas sa contribution : c'est pourtant dans de pareilles occasions qu'on voit bien ceux qui sont amis ». Du fait du caractère amical du prêt, aucun exemple connu ne mentionne d’intérêt, mais le débiteur est censé rembourser le plus rapidement possible : comme pour l’eranos - repas, le maître mot est la réciprocité. Faire défaut est donc un acte honteux. D’après certains fragments de discours de Lysias, Eschine de Sphettos aurait été impudent, mauvais payeur lorsqu’il s’agissait de rembourser des dettes, et une personne de mauvaise réputation aux mœurs dissolues. Pour discréditer son adversaire, le plaignant du discours Contre Eschine le Socratique l'accuse entre autres d'avoir séduit la femme d'un citoyen pour détourner sa fortune et ajoute : « Toutes les fois qu'il recueille un eranos… il ne s'acquitte pas aux échéances : avec lui, c'est de l'argent jeté à la rue ».
Le prêt eranos semble avoir été très fréquent en Grèce. Dans l’Économique de Xénophon, Socrate explique que le pauvre vit plus paisiblement que le riche : il n'a pas à supporter les ennuis liés à la fortune (parasites, amis intéressés, obligation de tenir son rang, liturgies , etc.) et, en cas de besoin, ses amis peuvent toujours lui prêter de l'argent,. La prédiction se vérifie puisque, lors du procès de Socrate, ses amis se proposent de lever trente mines pour payer l'amende. Théophraste évoque à cinq reprises l’eranos pour caractériser les différents portraits de ses Caractères : le hâbleur se vante partout d'avoir consacré la somme astronomique de dix talents à des eranoi,,, alors que le radin change de trottoir quand il voit un ami qui a sollicité un eranos,,. La popularité de l’eranos explique partiellement la faiblesse des mentions, dans les sources, de crédits portant sur de faibles sommes.